# Yevgeniy Safonov
Yevgeniy Safonov (in russo Евгений Александрович Сафонов?, Evgenij Aleksandrovič Safonov; Tashkent, 6 luglio 1977) è un ex calciatore uzbeko di origine russa, di ruolo portiere.

## Carriera

### Club
Ha giocato nella prima divisione uzbeka.

### Nazionale
Con la nazionale uzbeka ha partecipato ai Coppa d'Asia 2004.